# Ableptina nephelopera
Ableptina nephelopera là một loài bướm đêm trong họ Noctuidae.